# Scaevola myrtifolia
Scaevola myrtifolia är en tvåhjärtbladig växtart som först beskrevs av Vriese, och fick sitt nu gällande namn av Kurt Krause. Scaevola myrtifolia ingår i släktet Scaevola och familjen Goodeniaceae. Inga underarter finns listade i Catalogue of Life.